# Liste von Astronominnen
Die Liste von Astronominnen umfasst Frauen, die sich in Astronomie und Astrophysik ausgezeichnet haben. Das Wissenschaftsfeld der Astronomie hatte schon Ende des 18. Jahrhunderts einige herausragende weibliche Wissenschaftler wie Caroline Herschel und verschiedene Astronominnen im Umfeld von Jérôme de Lalande, der sie gezielt förderte und 1786 mit Astronomie des dames ein Überblickswerk über Astronomie speziell für weibliches Lesepublikum schrieb, in dem er schon rund 20 Astronominnen auflistete. Darunter war auch die erste Professorin für Astronomie Louise du Pierry. Besonders Mathematikerinnen fanden hier eine Chance zu wissenschaftlicher Tätigkeit. Da Bücher und Instrumente teuer waren, kamen sie häufig über familiäre Beziehungen zur Astronomie wie Caroline Herschel oder waren selbst von Haus aus wohlhabend wie Émilie du Châtelet. Einen größeren Anteil an der Entwicklung der Astronomie und professionelle Karrierechancen hatten Frauen in der Astronomie aber wie in anderen wissenschaftlichen Disziplinen erst im 20. Jahrhundert.

## Liste

### A
- Conny Aerts (* 1966), Pionierin der Asteroseismologie
- Aglaonike (* 2. oder 1. Jahrhundert v. Chr.)
- Eva Ahnert-Rohlfs (1912–1954)
- Adelaide Ames (1900–1932), erarbeitete zusammen mit Harlow Shapley den Shapley-Ames-Katalog zu Galaxien

### B

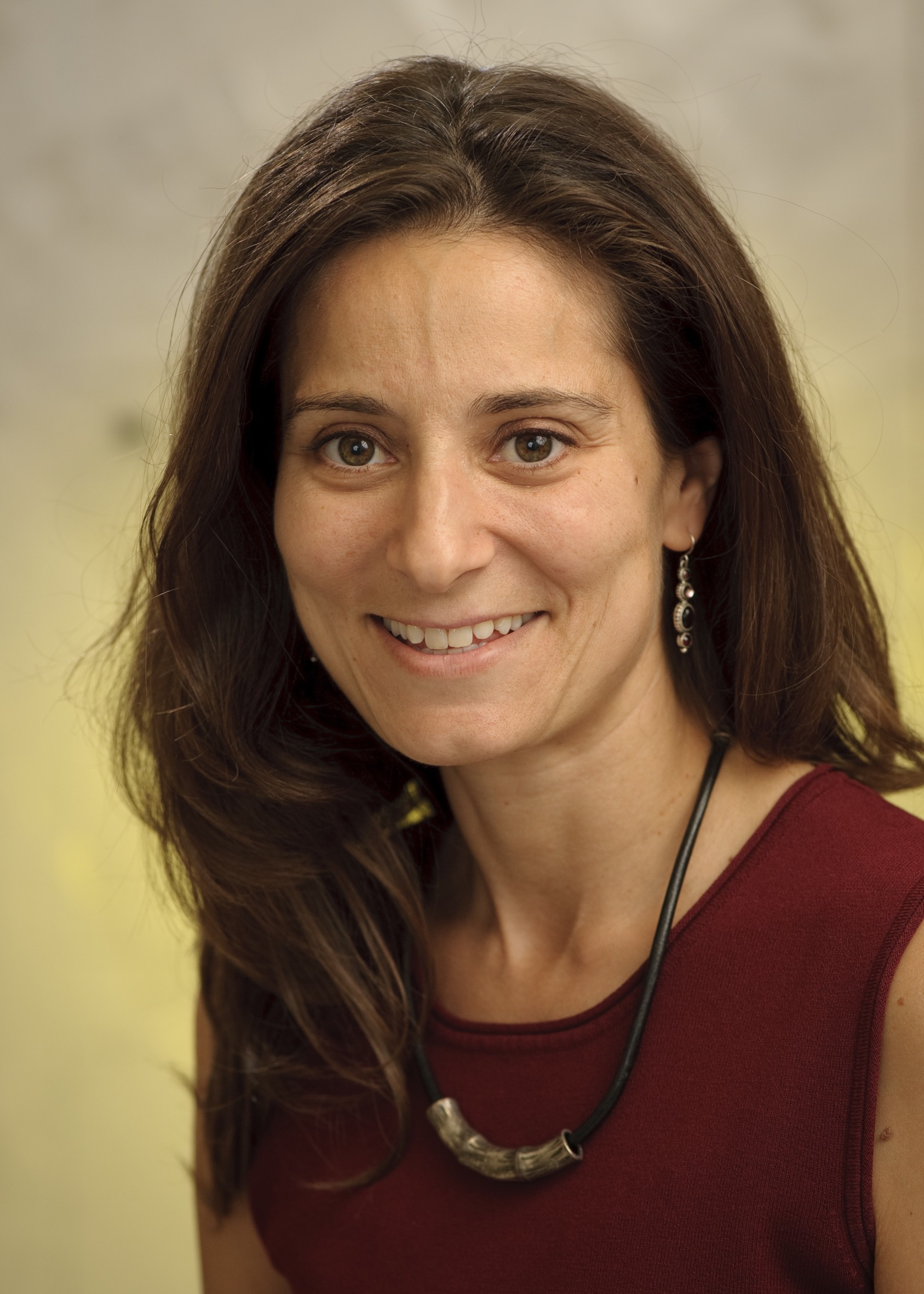
Natalie Batalha
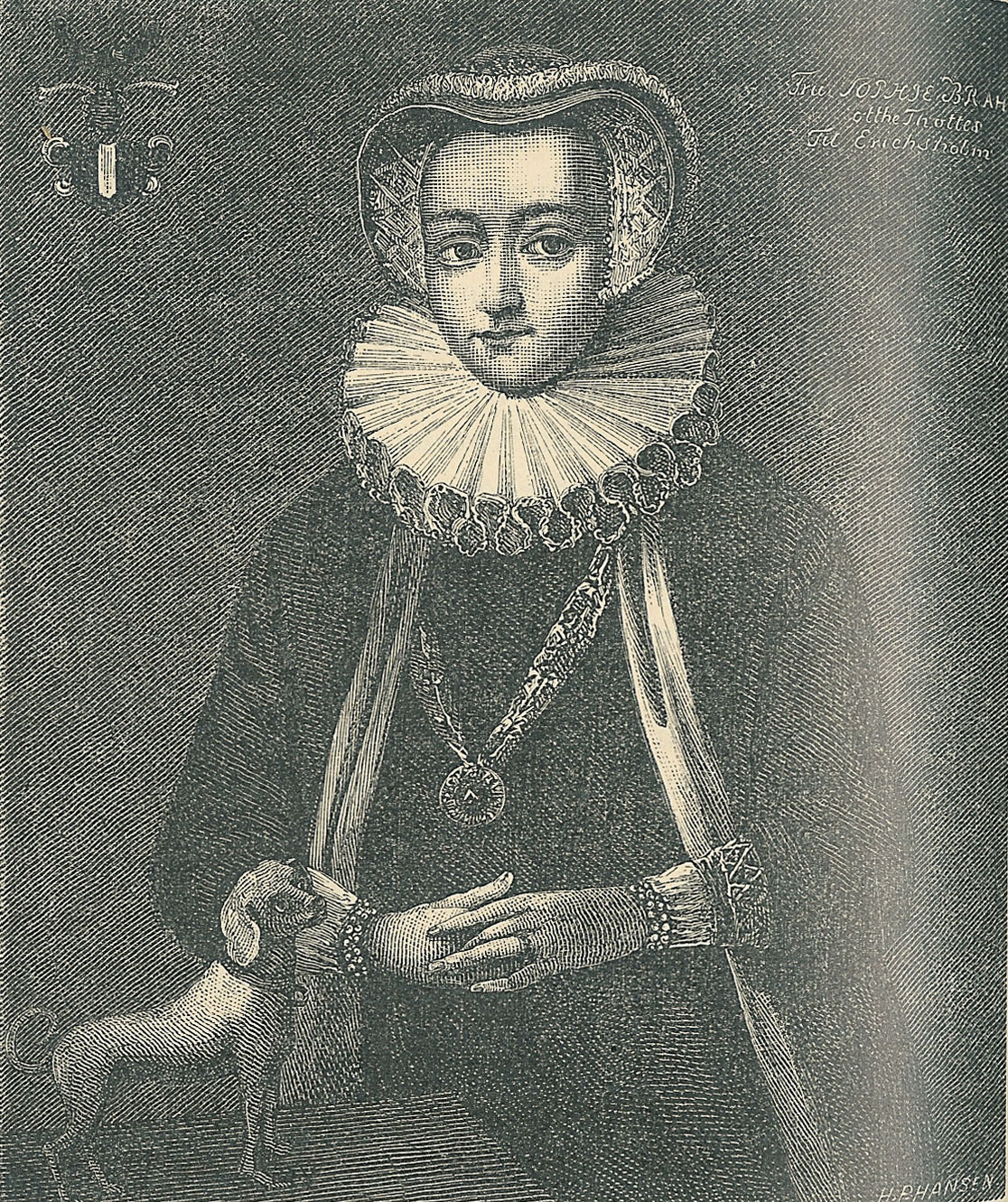
Sophie Brahe

- Ulrika Babiaková (1976–2002), Asteroidenentdeckerin
- Odette Bancilhon (1908–1998), Asteroidentdeckerin
- Maria Antonietta Barucci (* 20. Jahrhundert), Asteroidenentdeckerin
- Lisa Barsotti, (* 1977/78) erreichte grundlegende Fortschritte bei Gravitationswellendetektoren
- Natalie Batalha (* 1966), Exoplanetenforscherin
- Nicole Bel (1932–1995)
- Mary Adela Blagg (1858–1944), Co-Autorin einer Nomenklatur des Mondes
- Erika Böhm-Vitense (1923–2017), Forschung zu Cepheiden und Sternatmosphären
- Sophie Brahe (1559–1643), forschte gemeinsam mit ihrem Bruder Tycho Brahe
- Margaret Bryan, englische Lehrerin und Verfasserin von A Compendious System of Astronomy (1797)
- Irmela Bues (* 1940), Professorin an der Dr.-Remeis-Sternwarte
- Margaret Burbidge (1919–2020), bedeutende Forschung über Quasare und stellare Kernfusion
- Jocelyn Bell Burnell (* 1943), entdeckte zusammen mit Antony Hewish den ersten Pulsar

### C

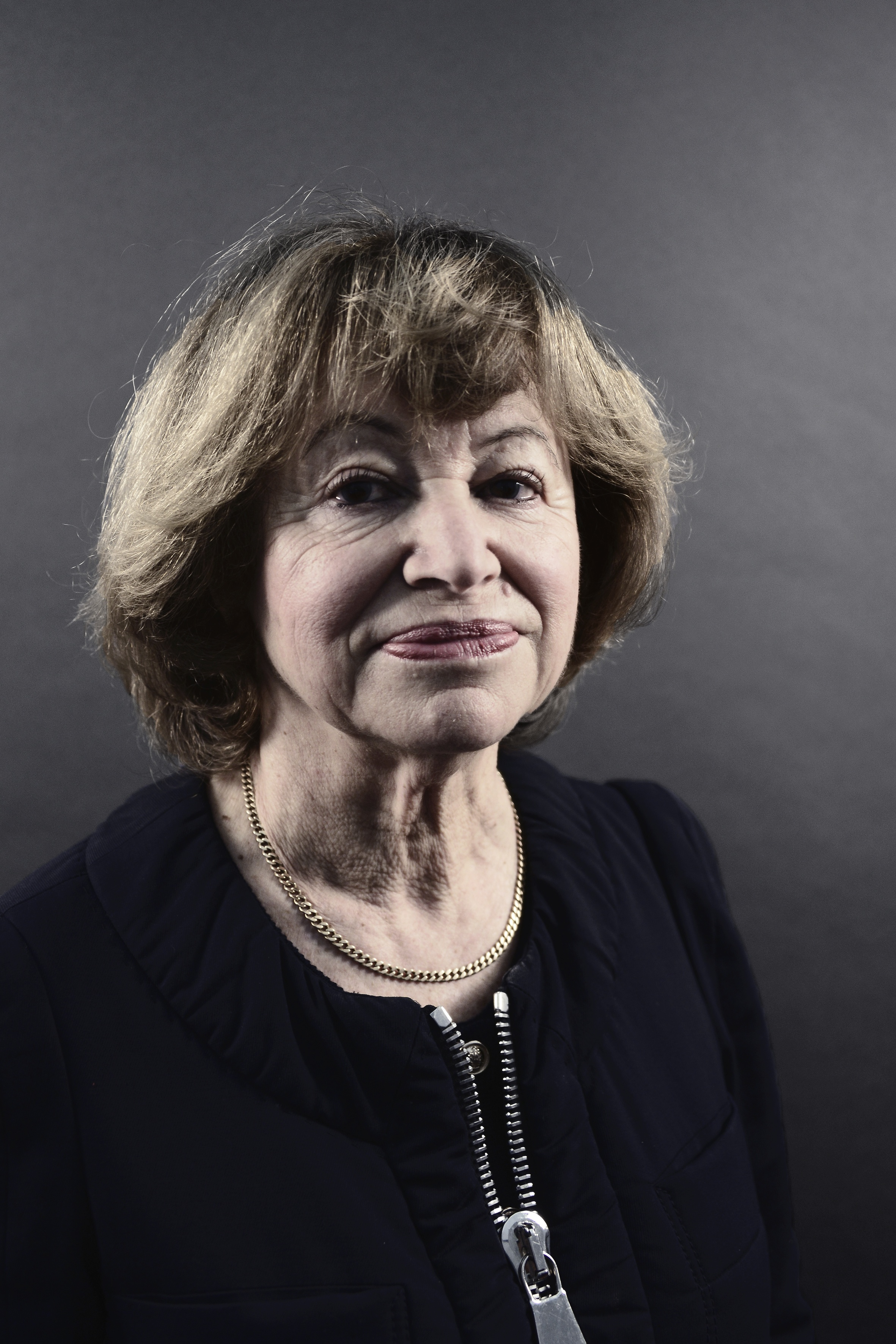
Catherine Jeanne Cesarsky
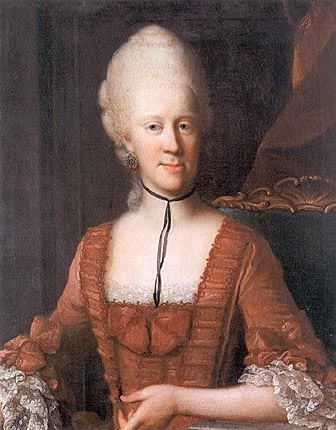
Charlotte von Sachsen-Meiningen
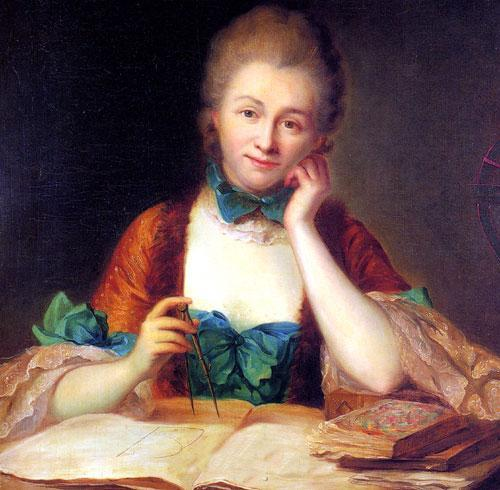
Émilie du Châtelet

- Renée Canavaggia (1902–1996)
- Annie Jump Cannon (1863–1941)
- Robin M. Canup (* 1968)
- Marcella Carollo (* 1962)
- Eva Cassirer (1920–2009)
- Catherine Jeanne Césarsky (* 1943)
- Merieme Chadid (* 1969)
- Edmée Chandon (1885–1944), Pariser Observatorium
- Kyongae Chang (* 1946)
- Charlotte von Sachsen-Meiningen (1751–1827), später Herzogin von Sachsen-Gotha-Altenburg
- Émilie du Châtelet (1706–1749), Übersetzerin und Kommentatorin von Newtons Principia ins Französische
- Jun Chen (* 20. Jahrhundert)
- Benedetta Ciardi (* 1971)
- Agnes Mary Clerke (1842–1907)
- S. Cofré (* 20. Jahrhundert)
- Françoise Combes (* 1952), Tycho-Brahe-Preis
- Alice Grace Cook (1877/1887–1958)
- Heather Couper (1949–2020)
- Maria Cunitz (1610–1664)
- Florence Cushman (1860–1940), Harvard College Observatory, arbeitete unter Cannon am Henry-Draper-Katalog

### D
- Julianne Dalcanton (* 1968), Kometenentdeckerin, forscht zur Entwicklung von Galaxien
- Alíz Derekas (* 1977), Asteroidenentdeckerin, arbeitet zu Veränderlichen Sternen
- Ewine van Dishoeck (* 1955), Kosmochemikerin
- Megan Donahue (* 1962), Spezialgebiet Galaxien und Galaxienhaufen
- Jeanne Dumée (1660–1706), untermauerte Theorien zur Bewegung der Erde
- Jo Dunkley (* 1979), Astrophysikerin und Kosmologin

### E
- Mary Edwards (≈1750–1815), rechnete am Nautical Almanac für den Astronomer Royal Nevil Maskelyne
- Maria Clara Eimmart (1676–1707)
- Debra Elmegreen (* 1952), Professorin am Vassar College
- Dilhan Eryurt (1926–2012), gründete den Fachbereich Astrophysik an der METU in Ankara

### F

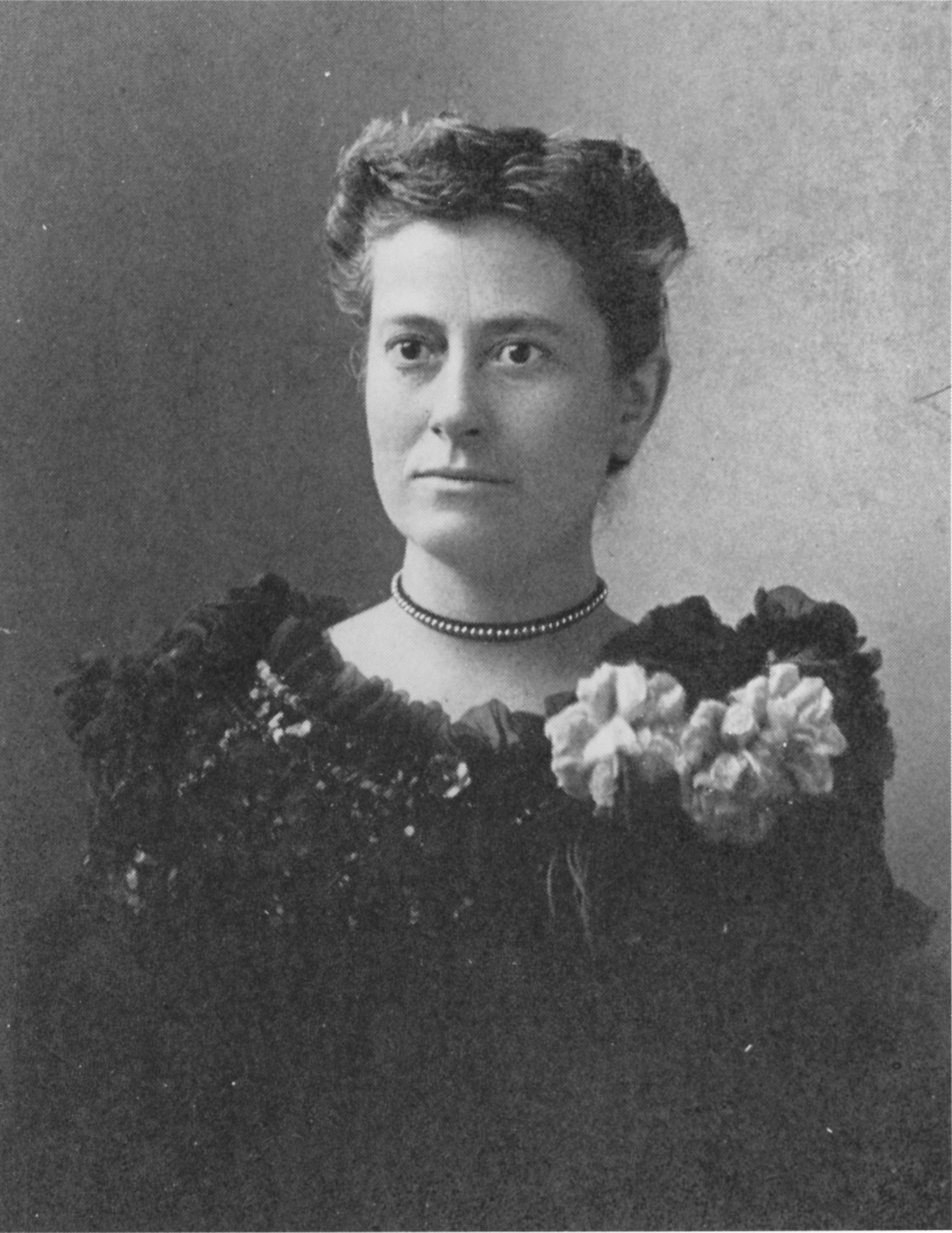
Williamina Fleming
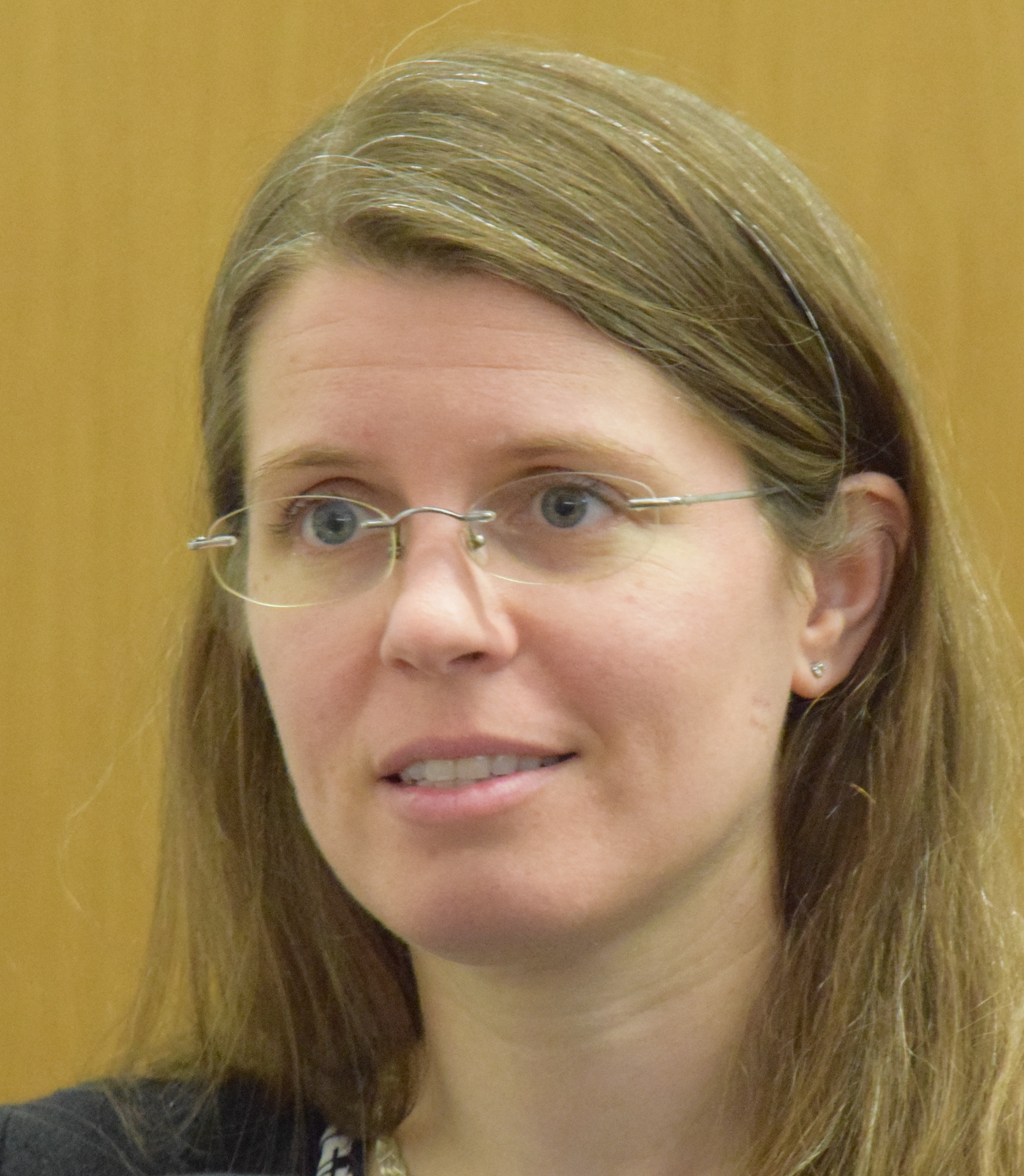
Anna Frebel

- Sandra Moore Faber (* 1944)
- Maria G. Firneis (* 1947)
- Debra Fischer (* 1953)
- Williamina Fleming (1857–1911), Mitarbeiterin von Cannon am Henry-Draper-Katalog
- Anna Frebel (* 1980)
- Wendy Freedman (* 1957)
- Katherine Freese (* 1957)
- Caroline Ellen Furness (1869–1936), Professorin am Vassar College und Mitbegründerin der American Association of Variable Star Observers
- Uta Fritze von Alvensleben (* 1955), Hertha-Sponer-Preis

### G
- Rita Gautschy, Archäoastronomin mit herausragenden Arbeiten zur nahöstlichen Chronologie
- Margaret Geller (* 1947)
- Swetlana Gerassimenko (1945–2025)
- Andrea Ghez (* 1965), eine der Pioniere bei der Untersuchung des supermassiven schwarzen Lochs im Zentrum der Milchstraße, Nobelpreisträgerin
- Monica Grady (* 1958)
- Jane Greaves, Planetenentstehung um Sterne, Exoplaneten, Entstehung von Leben im Universum, Professorin in Cardiff
- Eva Grebel (* 1966)
- Ruth Grützbauch (* 1978)
- Daria Guidetti (* 1979)

### H

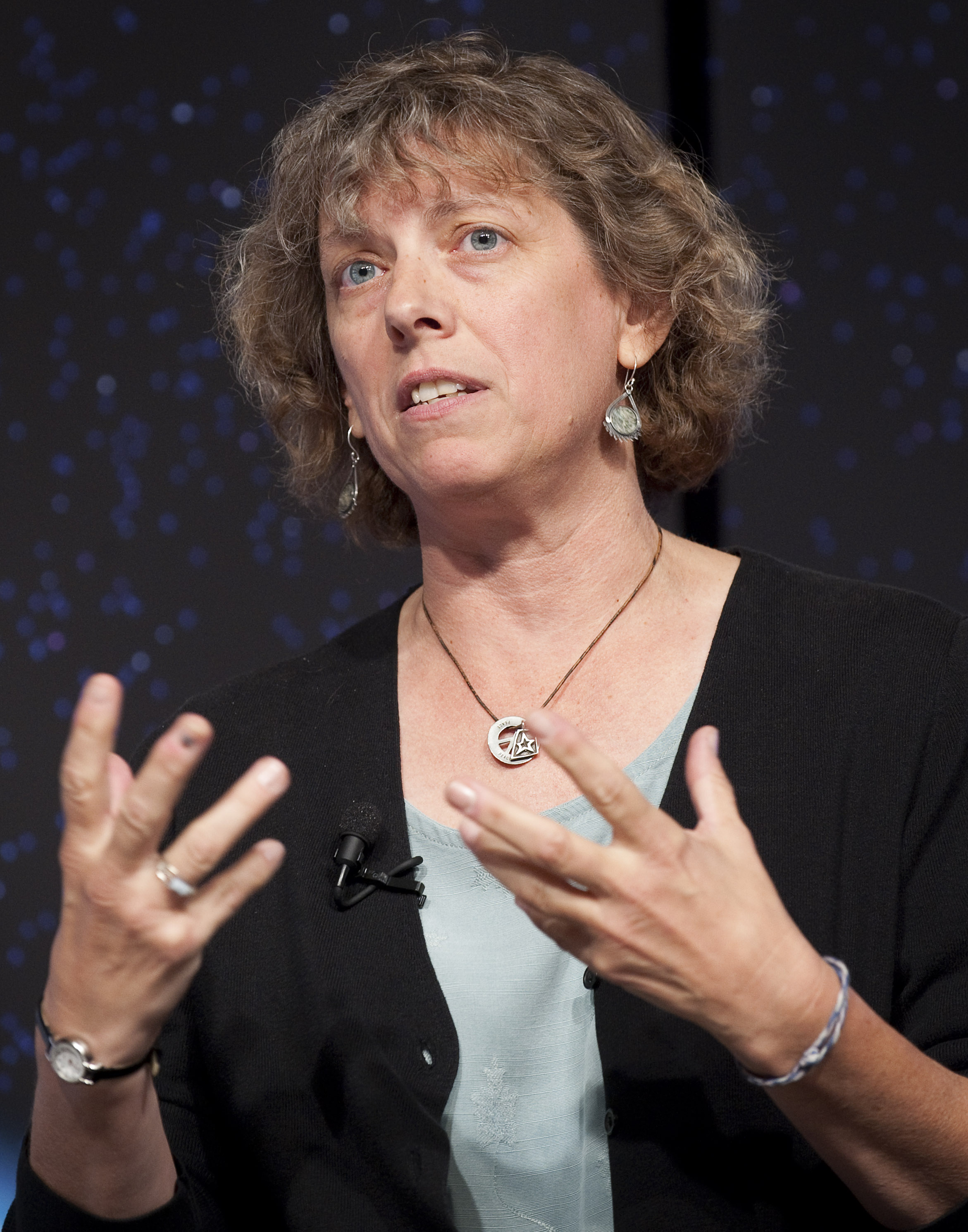
Heidi Hammel
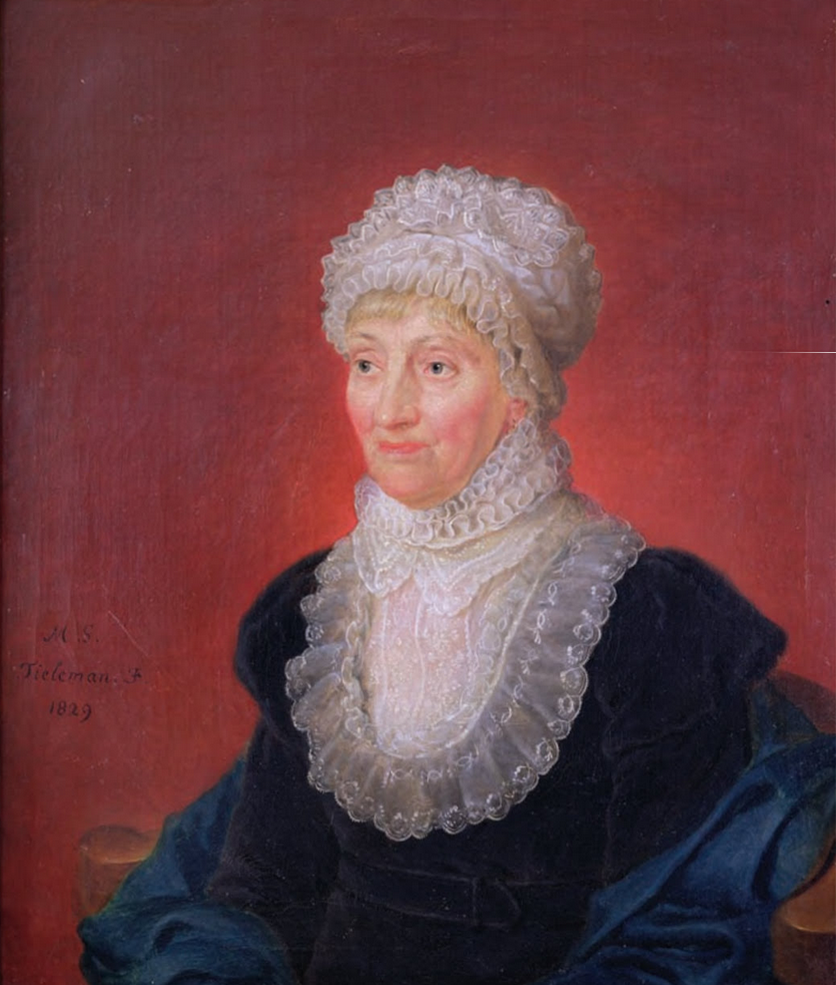
Caroline Herschel
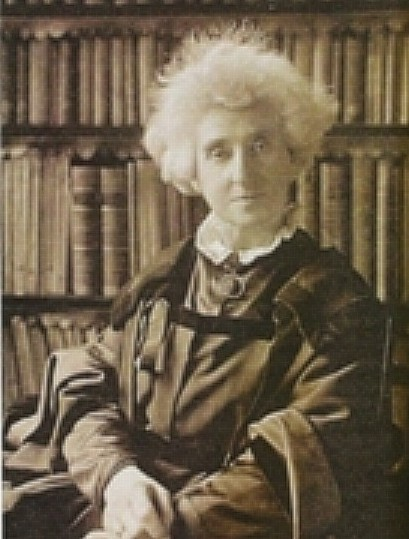
Margaret Lindsay Huggins

- Margherita Hack (1922–2013)
- Heidi Hammel (* 1960)
- Julie Marie Vinter Hansen (1890–1960)
- Fiona Harrison (* 1964)
- Margaret Harwood (1885–1979)
- Martha P. Haynes (* 1951)
- Mary Lea Heger (1897–1983)
- Zsuzsanna Heiner (* 1979), Asteroidenentdeckerin und Forscherin in der Summenfrequenzspektroskopie
- Charlene Heisler (1961–1999)
- Eleanor Helin (1932–2009)
- Amina Helmi (* 1970)
- Renée Herman (1908–1992)
- Caroline Herschel (1750–1848)
- Elisabeth Hevelius (1647–1693)
- Hanna von Hoerner (1942–2014)
- Dorrit Hoffleit (1907–2007)
- Helen Battles Sawyer Hogg (1905–1993)
- Ingrid van Houten-Groeneveld (1921–2015)
- Margaret Lindsay Huggins (1848–1915)
- Hypatia (um 355 – 415/16)

### I
- Wioleta Iwanowa (* 20. Jahrhundert)

### J
- Christine Jones Forman (* 1949), auch Christine Jones
- Carole Jordan (* 1941)

### K

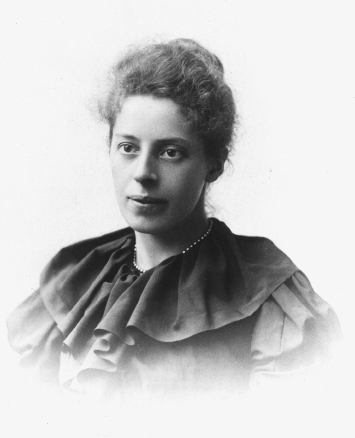
Dorothea Klumpke
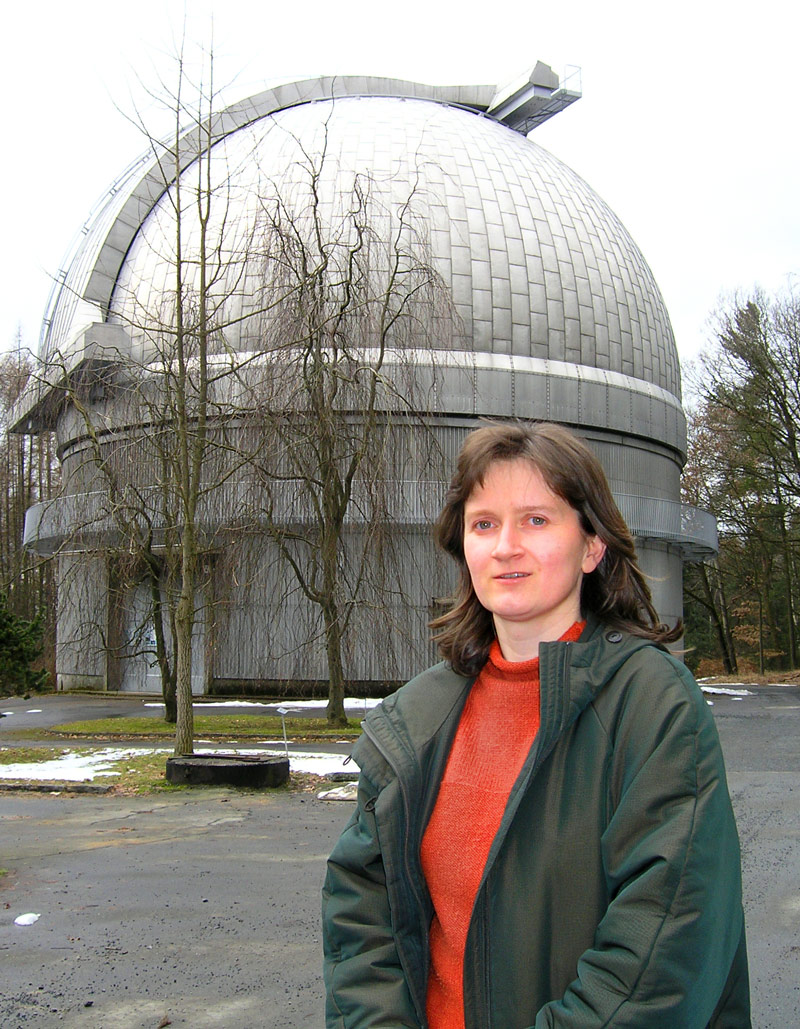
Lenka Kotková

- Vassiliki Kalogera (* 1971)
- Lisa Kaltenegger (* 1977)
- Ljudmila Georgijewna Karatschkina (* 1948)
- Victoria Kaspi (* 1967), Neutronensterne
- Guinevere Kauffmann (* 1968)
- Pamela Margaret Kilmartin (* 20. Jahrhundert)
- Christine Kirch (1697–1782)
- Margaretha Kirch (1703–1744)
- Maria Margaretha Kirch (1670–1720) sowie die Schwestern von Gottfried Kirch
- Margaret Kivelson (* 1928)
- Dorothea Klumpke (1861–1942)
- Bärbel Koribalski (* 1964)
- Lenka Kotková (* 1973)
- Chryssa Kouveliotou (* 1953)

### L

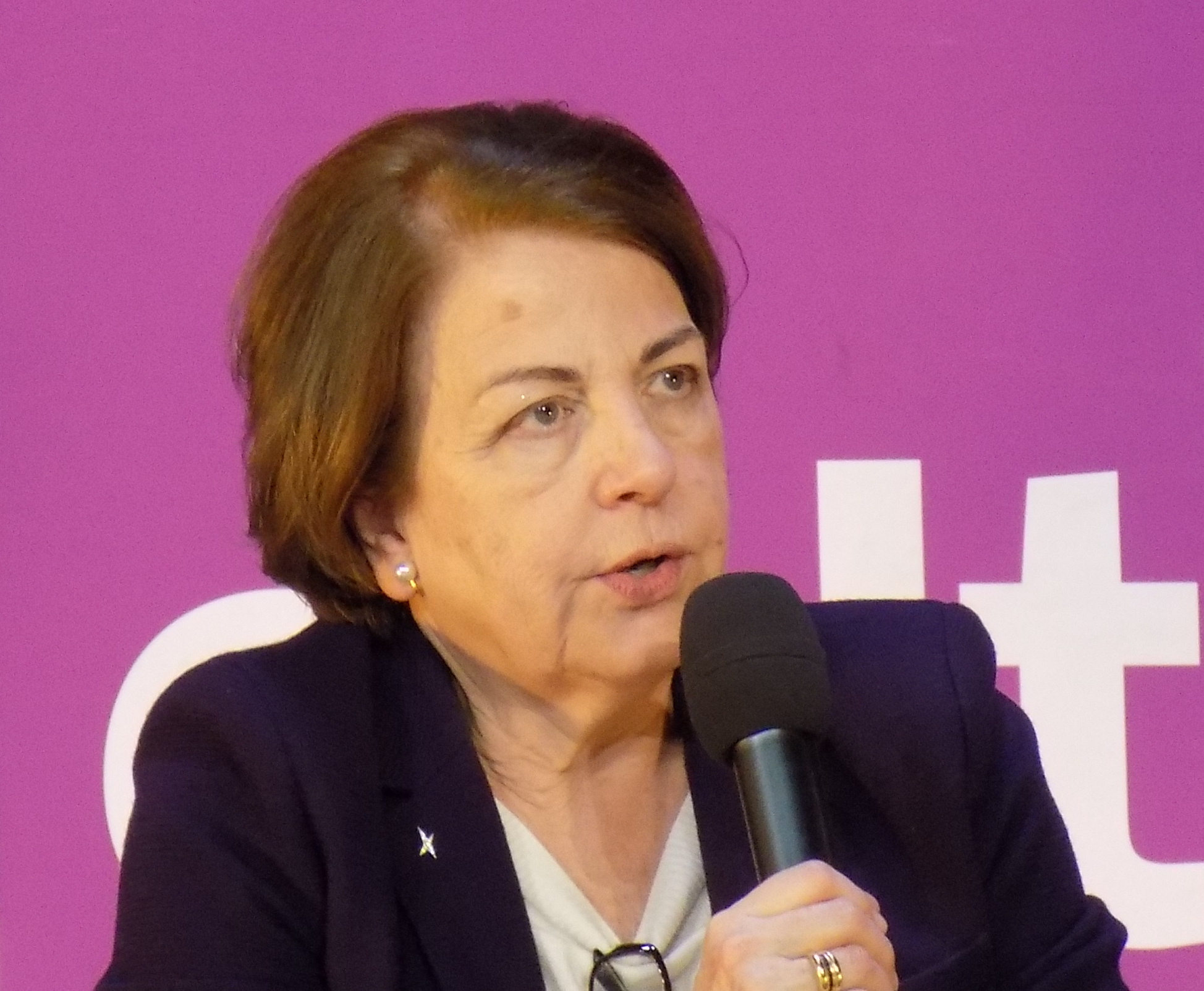
Anny Chantal Levasseur-Regourd

- Teresa Lago (* 1947), wissenschaftspolitisch aktiv, Forschung zu Sternentstehung und T-Tauri-Sternen
- Anne-Marie Lagrange (* 1962), Forschung zu Exoplaneten
- Emily Lakdawalla (* 1975), Astrogeologin
- Marie-Jeanne de Lalande (1768–1832), stellte 1799 einen Sternkatalog mit 10.000 Sternen zusammen
- Marguerite Laugier (1896–1976), Asteroidenentdeckerin
- Henrietta Leavitt (1868–1921), entdeckte 1912 die Perioden-Leuchtkraft-Beziehung
- Nicole-Reine Lepaute (1723–1788), veröffentlichte astronomische
- Anny Chantal Levasseur-Regourd (1945–2022), wissenschaftspolitisch aktiv und Expertin für Kometen
- Jane Luu (* 1963), befasst sich mit Instrumentenbau, Mitentdeckerin des ersten Kuipergürtelobjekts (15760) Albion

### M

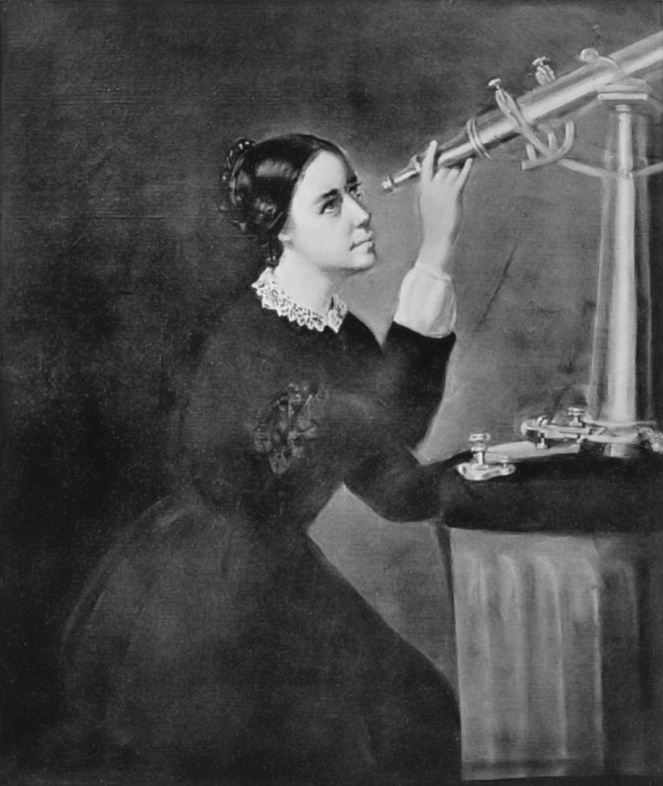
Maria Mitchell
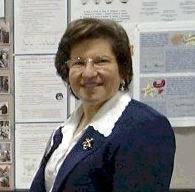
Janet Akyüz Mattei

- Katie Mack (* 1981)
- Marie Mahrová (* 1947), Asteroidenentdeckerin
- Amy Mainzer (* 1974)
- Maddalena Manfredi (1673–1744) und Teresa Manfredi (1679–1767), Schwestern des Astronomen Eustachio Manfredi, berechneten Ephemeriden in Bologna
- Alla Genrichowna Massewitsch (1918–2008)
- Elisabeth von Matt (1762–1814)
- Janet Akyüz Mattei (1943–2004)
- Annie Maunder (1868–1947)
- Antonia Maury (1866–1952)
- Nergis Mavalvala (* 1968), MacArthur Fellow, Gravitationswellendektoren
- Maria Mitchell (1818–1889)
- Charlotte Moore Sitterly (1898–1990)
- Edith Alice Müller (1918–1995)
- Jean Mueller (* 1950)

### O
- Kathleen Ollerenshaw (1912–2014)
- C. Michelle Olmstead (* 1969)
- Liisi Oterma (1915–2001)
- Mazlan Othman (* 1951)
- Feryal Özel (* 1975)

### P

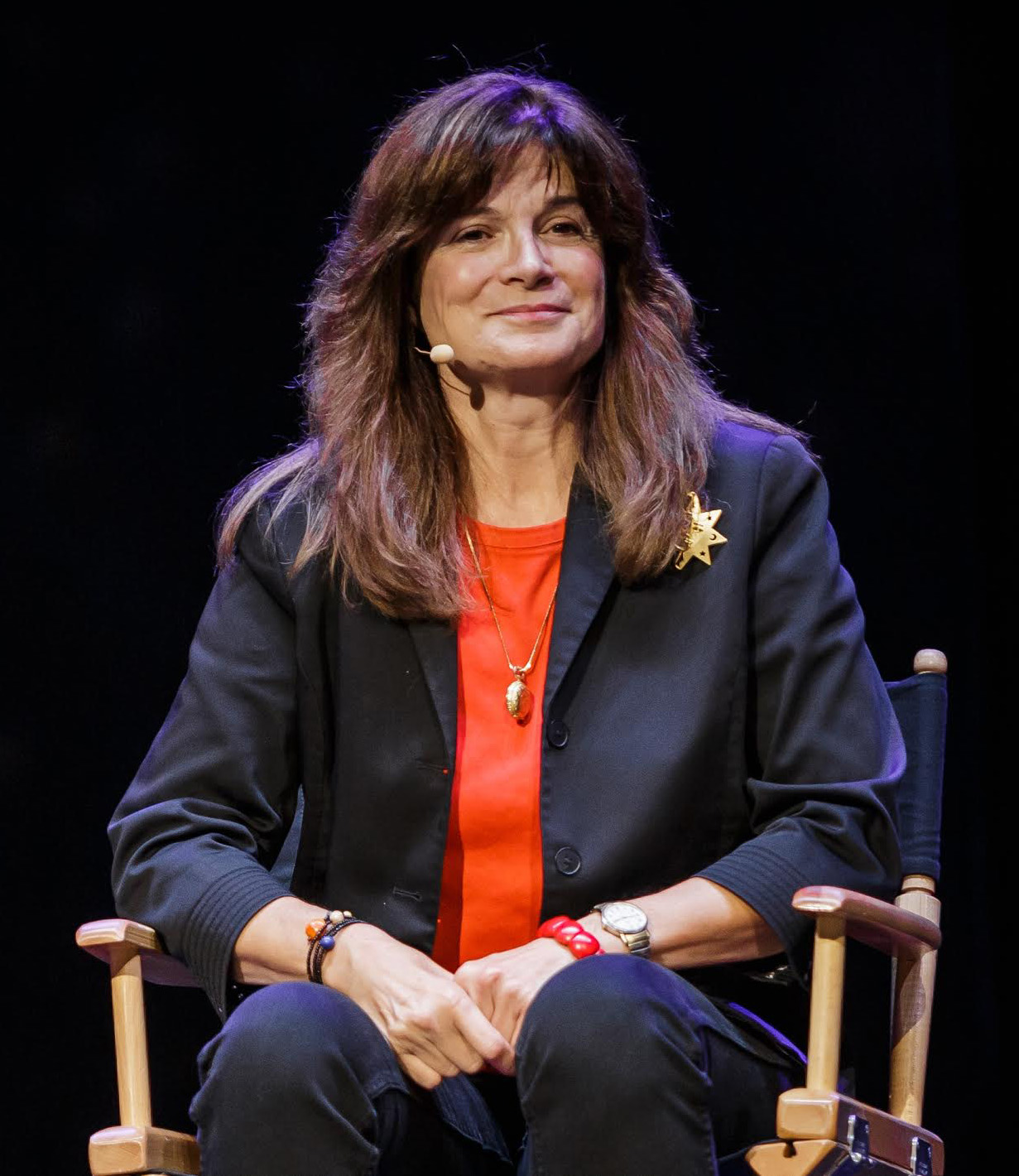
Carolyn Porco
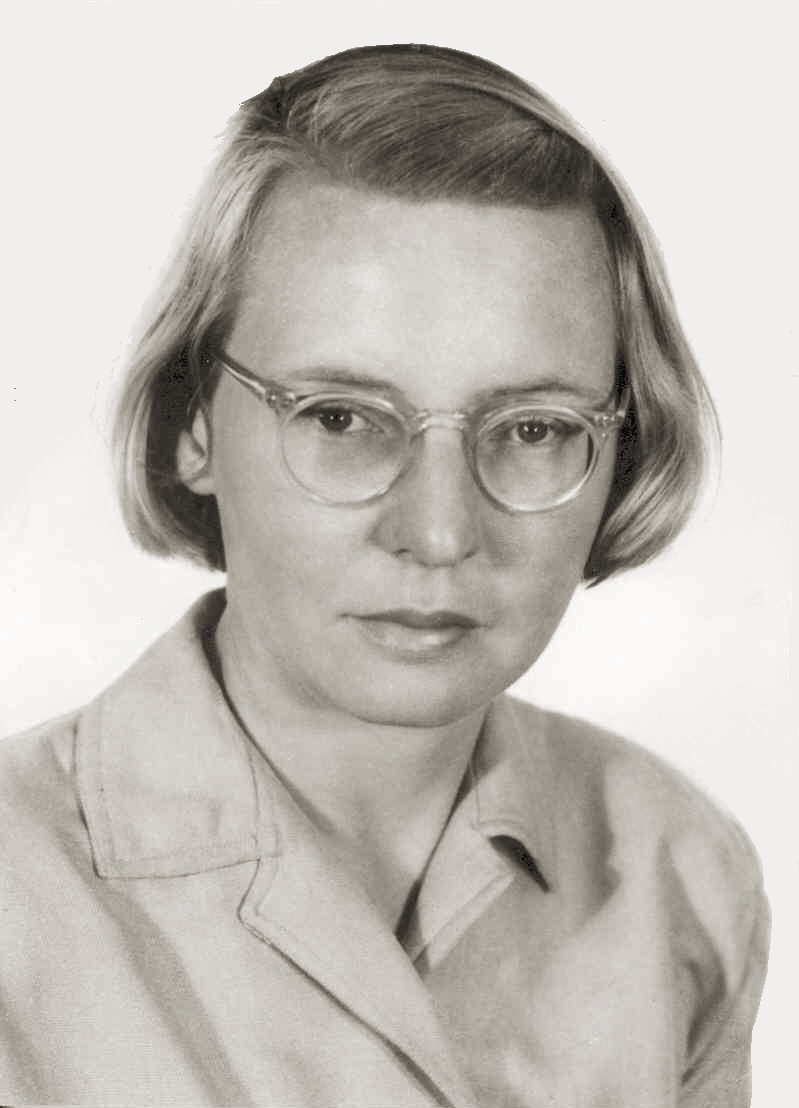
Ruby Payne-Scott

- Ludmila Pajdušáková (1916–1979)
- Cecilia Payne-Gaposchkin (1900–1979)
- Ruby Payne-Scott (1912–1981), erste Radioastronomin
- Hiranya Peiris (* 1974), britische Kosmologin aus Sri Lanka, Mitglied WMAP, Max-Born-Preis
- Elisabetta Pierazzo (1963–2011), Planetologin und Expertin für die Modellierung von Einschlägen von Himmelskörpern
- Louise du Pierry (1746–1807), erste Hochschullehrerin für Astronomie an der Sorbonne
- Paris Pişmiş (1911–1999)
- Carolyn Porco (* 1953)
- Françoise Praderie (1938–2009)
- Mary Proctor (1862–1957)
- Elzbieta Oginska-Puzynina (Gräfin Puzynina, 1700–1768), Adlige, stiftete das Observatorium in Vilnius

### R
- Marcia J. Rieke (* 1951)
- Claudine Rinner (* 1965)
- Elizabeth Roemer (1929–2016)
- Nancy Roman (1925–2018)
- Vera Rubin (1928–2016), Pionierin bei der Entdeckung Dunkler Materie
- Maria Teresa Ruiz (* 1946)
- Jewgenija Leonidowna Ruskol (1927–2017)

### S

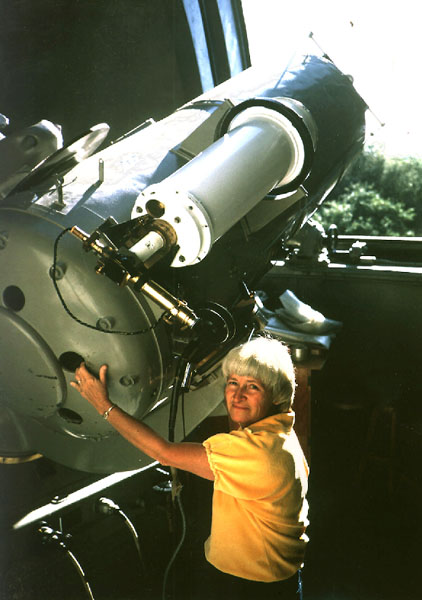
Carolyn Shoemaker

- Caterina Scarpellini (1808–1873)
- Pelageja Fjodorowna Schain (1894–1956)
- Anneliese Schnell (1941–2015)
- Cornelia Schultz, Georg-Simon-Ohm-Preis 2011 (Genauigkeit Cherenkov-Teleskop Magic La Palma)
- Rita Schulz (* 1961)
- Ljudmyla Schurawlowa (* 1946)
- Elizabeth Scott (1917–1988)
- Sara Seager (* 1971)
- Waltraut Seitter (1930–2007)
- Martha Betz Shapley (1890–1981)
- Brigitta Sipőcz (* 1984)
- Tracy Slatyer
- Tamara Michailowna Smirnowa (1935–2001)
- Mary Somerville (1780–1872)
- Rachel Somerville (* um 1967)
- Carolyn Shoemaker (1929–2021)
- Jean Swank
- Henrietta Hill Swope (1902–1980)
- Paula Szkody (* 1948)

### T

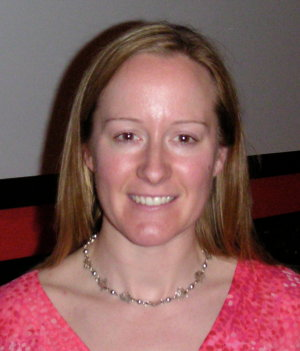
Margaret Turnbull
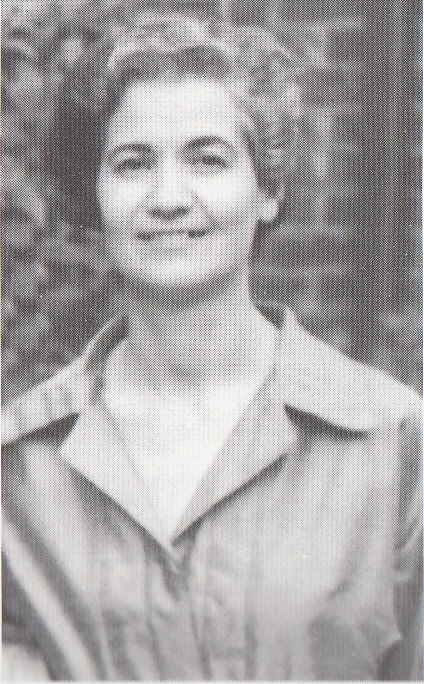
Alenoush Terian

- Jill Cornell Tarter (* 1944)
- Janet Taylor (1804–1870)
- Fiorella Terenzi (* 1961/62)
- Alenoush Terian (1920–2011)
- Michelle Thaller (* 1969)
- Jana Tichá (* 1965)
- Giovanna Tinetti (* 1972)
- Beatrice Tinsley (1941–1981)
- Maura Tombelli (* 1952)
- Silvia Torres-Peimbert (* 1940)
- Virginia Trimble (* 1943)
- Ljudmila Iwanowna Tschernych (1935–2017)
- Sachiko Tsuruta (* 20. Jahrhundert)
- Margaret Turnbull (* 20. Jahrhundert)

### U
- C. Megan Urry (* 1955), bewies, dass aktive Galaxienkerne Schwarze Löcher sind

### V
- Antoniette de Vaucouleurs (gest. 1988), mit Gérard-Henri de Vaucouleurs verheiratet, mit dem sie viel veröffentlichte
- Zdeňka Vávrová (* 1945)
- Licia Verde, Kosmologie
- Elisabeth Vreede (1879–1943)
- Sonja Vrielmann (* 1968)
- Emma Vyssotsky (1894–1975)

### W

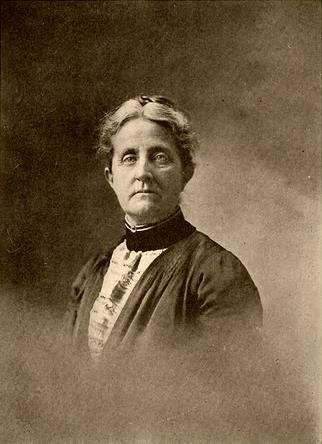
Mary Watson Whitney
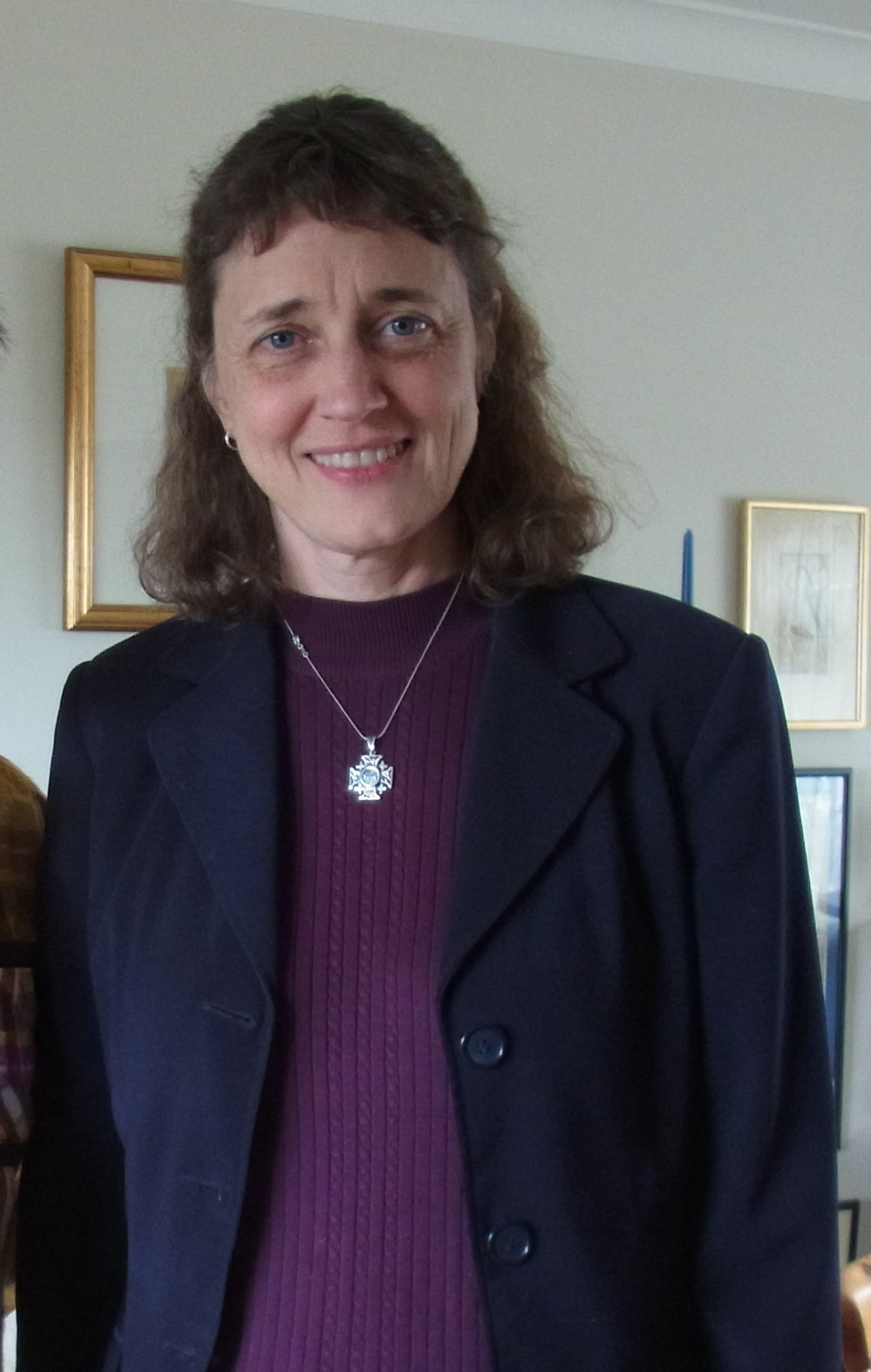
Jennifer J. Wiseman

- Maria Wähnl (1908–1989)
- Gisela Weiss (1891–1975), erste Frau, die in Österreich in Astronomie promovierte
- Mary Watson Whitney (1847–1921)
- Elizabeth Langdon Williams (1879–1981), USA, Mathematikerin, Physikerin und Astronomin. Sie absolvierte 1903 als eine der ersten Absolventinnen das MIT in Physik. Ihre mathematischen Berechnungen führten zu Vorhersagen über den Standort des 1930 entdeckten Zwergplaneten Pluto.
- Fiammetta Wilson (1864–1920)
- Jennifer J. Wiseman (* 20. Jahrhundert)
- Gudrun Wolfschmidt (* 1951)
- Sofja Wassiljewna Woroschilowa-Romanskaja (1886–1969)
- Rosemary Wyse (* 1957)

### Z
- Magdalena Zeger (um 1491–1568), Kalendermacherin; erste Frau, die selbstständige Schriften in der Astronomie herausbrachte.
- Wang Zhenyi (1768–1797)
- Ellen Gould Zweibel (* 1952)